# 常光寺前駅
常光寺前駅（じょうこうじまええき）は、長崎県南島原市南有馬町北岡にあった島原鉄道島原鉄道線の駅（廃駅）である。
その名のとおり、駅前には「常光寺」と呼ばれる寺院がある。

## 歴史
- 1926年（大正15年）7月2日：口之津鉄道の駅として開業。
- 1943年（昭和18年）7月1日：会社合併により、島原鉄道の駅となる。
- 1985年（昭和60年）12月：新待合室竣工。
- 2008年（平成20年）4月1日：島原外港 - 加津佐間の廃線により、廃駅となる。

## 駅構造
単式ホーム1面1線を有する地上駅。無人駅。駅構内には自動販売機が添えられた待合室が設置される。ホームの加津佐寄りは駐輪場となっている。

## 利用状況
営業最終年度である2007年度の年間乗車人員は8,905人、降車人員は8,772人であった。
| 年度               | 年間 乗車人員 | 年間 降車人員 |
| ------------------ | ------------- | ------------- |
| 1997年（平成09年） | 6,519         | 7,089         |
| 1998年（平成10年） | 5,510         | 5,747         |
| 1999年（平成11年） | 5,448         | 6,146         |
| 2000年（平成12年） | 8,615         | 8,381         |
| 2001年（平成13年） | 8,820         | 8,276         |
| 2002年（平成14年） | 9,903         | 9,543         |
| 2003年（平成15年） | 9,520         | 9,433         |
| 2004年（平成16年） | 6,452         | 6,126         |
| 2005年（平成17年） | 7,695         | 7,385         |
| 2006年（平成18年） | 6,989         | 6,826         |
| 2007年（平成19年） | 8,905         | 8,772         |

## 駅周辺
西側は田んぼが広がる。
- 南島原市立古園小学校
- 南島原消防署 有馬分署
- 国道251号
- 天満神社
- 常光寺

## 隣の駅
島原鉄道
島原鉄道線
北有馬駅 - 常光寺前駅 - 浦田観音駅